# 蘭道夫鎮區 (北達科他州麥肯齊縣)
蘭道夫鎮區（英語：Randolph Township）是位於美國北達科他州麥肯齊縣的一個鎮區。

## 地方資料
蘭道夫鎮區的面積為92.76平方千米，當中陸地面積為92.56平方千米，而水域面積為0.20平方千米。根據2020年美國人口普查的數據，當地共有人口41人，而人口密度為每平方千米0.44人。